# Nor Gyugh
Nor Gyugh es una localitat del raión de Kotaik, a la provincia de Kotaik, Armenia, amb una població censada a l'octubre de 2011 de 1423 habitants. Està situada al centre-sud de la província a poca distància del riu Hrazdan, afluent del riu Araxes.